# Aurel (Vaucluse)
Aurel is een gemeente in het Franse departement Vaucluse (regio Provence-Alpes-Côte d'Azur) en telt 177 inwoners (2004). De plaats maakt deel uit van het arrondissement Carpentras.

## Geografie
De oppervlakte van Aurel bedraagt 32,0 km², de bevolkingsdichtheid is 5,5 inwoners per km².
De onderstaande kaart toont de ligging van Aurel (Vaucluse) met de belangrijkste infrastructuur en aangrenzende gemeenten.

## Demografie
Onderstaande figuur toont het verloop van het inwonertal (bron: INSEE-tellingen).